# A140 (Frankrijk)
Autoroute 140 (A140) is een autosnelweg in het noorden van Frankrijk die de A4 met Meaux verbindt. In maart 2006 is de weg verlengd tot Meaux-Ouest.